# Pilar González (pintora)
Pilar González  (Montevideo, 24 de noviembre de 1955)  es una artista plástica uruguaya que se formó con prestigiosos maestros en las décadas del 70 y 80 del siglo XX.  Sus dibujos, pinturas e instalaciones han sido distinguidos con diversos premios y se han exhibido  en exposiciones individuales y colectivas en  América, Europa y Australia.  

## Trayectoria
Nació en Montevideo, Uruguay. Estudió con Eduardo Fornasari y Nelson Ramos. Hizo su primera exposición individual en 1981 en galería Aramayo. Participó en numerosas muestras colectivas, recibiendo diversas distinciones.
Dibujante, pintora e ilustradora neoexpresionista, en un período abordó una temática montevideana, incursionó en la soft sculpture (escultura blanda), el environment con una instalación espacial y sonora de efectos originales, en investigación de materiales y diversidad de temáticas.
Sus  ilustraciones aparecen regularmente en semanarios, revistas y libros y su obra está representada en museos de Uruguay y Argentina y  en colecciones privadas de diversos países. 
Como parte de su formación personal y profesional ha realizado viajes a Argentina, Brasil, España, Estados Unidos, Francia, Israel, Italia, Laos y Suiza.
Su actividad se extiende a la escenografía, vestuario teatral y diseño de muñecos y marionetas. 

## Actividad académica
Ejerció la docencia en el ciudades del interior de Uruguay Ministerio de Educación y Cultura de Uruguay, en Museo de Arte Contemporáneo de El País y la continúa en su propio taller.
En varias oportunidades el Ministerio de Educación y Cultura la ha convocado para mostrar sus trabajos y organizar talleres en distintas ciudades de Uruguay así como para participar en la IV Bienal de Pintura de Cuenca, Ecuador.  
Desde 1990 dicta cursos de expresión por la plástica y se desempeña también como curadora, diseñadora de montajes de exposiciones y diseñadora gráfica. Ha sido convocada en varias oportunidades para dar charlas, conferencias y actuar como  jurado en certámenes de artes plásticas y diseño.
En el año 2002 participó junto a 7 prestigiosos artistas latinoamericanos de la Bienal de Dibujo de América Latina realizada en Canberra, Australia. 
También está vinculada al teatro uruguayo como diseñadora de vestuarios, escenografías, maquillajes y marionetas, tarea por la cual obtuvo un premio Florencio y cinco nominaciones. 
Entre 2006 y 2012 ejerció la dirección  artística del Museo de Arte Contemporáneo de El País.
Trabaja con escolares y liceales en "Sensibilización y actitud frente a la obra de arte".

## Presencia de lo femenino en su obra
Las obras más importantes de Pilar González están en exposición permanente en dos salas del MUVA, Museo Virtual de Arte de El País.
En el Museo Blanes se encuentran muestras de sus variados períodos. 
Los soportes y medios utilizados están vinculados al mundo femenino.  Con sábanas y lienzos rústicos crea enormes paneles donde integra pintura, dibujo, collage, “assemblage” y cosido. En el arte textil, la  puntada representa  lo femenino,  que tiene el propósito de   enfatizar su condición de mujer tanto en la temática como en el estilo. El término femmage (de femme, mujer en francés)  inventado por la creadora feminista Miriam Schapiro y por Melissa Meyer, nombra un collage y assemblage hecho con materiales afines a la vida de la mujer como la puntada, la costura, los pedazos de tela, las fibras.

## Premios y algunas exposiciones
- 1975 Primer Gran Premio Salón de la Nueva Gente. Alianza Francesa del Uruguay.
- 1976 Premio Diario El País en Certamen del Este para Joven Pintura. Museo de Arte Americano de Maldonado, Uruguay.
- 1981 Exposición individual, Galería Aramayo, Montevideo.
- 1982 Exposición individual, Jauja, Montevideo.
- 1984 Primer Premio de Dibujo "Embajada de España", Salón de Artes Plásticas de Durazno, Uruguay.
- 1985 Exposición individual Galería Aramayo, Montevideo.
- Premio 33 Salón Municipal de Artes Plásticas, Montevideo.
- Mención de Honor, Tercera Bienal de Primavera, Salto, Uruguay,
- Mención de Honor, Premio Citybank para Arte Joven, Museo de Arte Americano de Maldonado, Uruguay.
- 1986 Premio Nacional de Pintura, Certamen INCA, Montevideo Exposición individual, Galería Diart, Madrid, España.
- Premio Nacional de Pintura, Certamen INCA.
- 1988 Exposición individual, Galería Aramayo, Punta del Este, Uruguay.
- Premio 36 Salón Municipal de Montevideo, certamen INCA.
- Seleccionada como una de las mejores exposiciones del año por la Asociación de Críticos de Arte de la UNESCO, Sección Uruguay.
- 1989 Exposición individual, Embajada Uruguaya, Buenos Aires, Argentina.
- 1991 Lanzamiento del libro "Mujer de la vida",de Luis Pérez Aguirre con dibujos y exposición individual, Subte de Montevideo.
- Exposición individual, Museo de Arte Contemporáneo.
- 1992 Exposición individual, Galería de la Defensa, Buenos Aires, Argentina.
- 1993 Seleccionada para Premio Londres, Instituto Anglo Uruguayo.
- 1994 Seleccionada para el envío uruguayo a Bienal de Cuenca, Ecuador. Exposición individual, Galería Aramayo, Montevideo.
- 1995 Muestra Swiss Bank Corporation, Punta del Este, Uruguay Realización de Mural Cerámico para Montevideo Shopping Center.
- Seleccionada para integrar carpeta de obra serigráfica para Presidencia de la República Oriental del Uruguay.
- Seleccionada para muestra "Miradas sobre Onetti", Subte Municipal de Montevideo.
- 1996 Diseño del vestuario e imágenes en proyección para obra teatral "Después del manzano", Teatro Circular de Montevideo. "Bajo el bosque de leche" de Dylan Thomas, Comedia Nacional, Teatro Solís, Uruguay.
- Nominación para premio "Florencio" por el vestuario de la obra teatral "Bajo el bosque de leche" de Dylan Thomas.
- 1997 Diseño de vestuario para obra teatral "Baal" de Brecht, Alianza Uruguay-EE. UU.
- Diseño de vestuario para obra teatral infantil "Había una vez...", Teatro Circular de Montevideo.
- Diseño de vestuario y maquillaje para la obra "La Grulla del Crepúsculo", Teatro Circular de Montevideo.
- 1998 Nominación para premio "Florencio" por vestuario "La Grulla del Crepúsculo".
- Exposición "Tres visiones, tres mundos, tres mujeres", Fundación Andreani, Buenos Aires, Argentina.
- Exposición "Maremagnum", Álvaro Amengual-Pilar González, Centro Cultural Borges, Buenos Aires, Argentina.
- Exposición individual, Museo Casa de Arias Rengel", Salta, Argentina.
- Realización de Vestuario de una obra teatral "Ubu Rey", Teatro Circular de Montevideo.
- Realización de Vestuario de obra teatral "El caso de Martha Stuzt", Teatro Circular de Montevideo.
- Realización de Vestuario de obra "Canciones para mirar", Teatro El Galpón de Montevideo.
- Realización de Vestuario de "Vuelvo por mis alas", Teatro El Galpón de Montevideo.
- Premio "Florencio" por Vestuario de obra teatral "Ubu Rey".
- Video sobre su trabajo, realizado y emitido por canal 24, Intendencia Municipal de Montevideo.
- 1999 Realización de mural de emplazamiento urbano "Desaparecidos de América", para Intendencia Municipal de Montevideo.
- Nominación para Premio "Florencio" por la obra teatral "Canciones para mirar".
- 2000 Diseño de maquillaje para obra teatral "El hombre de la esquina rosada", teatro Circular de Montevideo.
- Muestra individual en B'nai B'rith de Uruguay.
- 2001 participó con varias obras en la muestra colectiva itinerante URUGUAI PAIS DE ARTISTAS, organizada por la Embajada Uruguaya en Brasil, en 5 ciudades: Porto Alegre, Museo de Arte de Bahía (Salvador), Centro Cultural de la Justicia Federal en Río de Janeiro, San Pablo y Brasilia.[5]
- Exposición individual en Mercedes, Juan Lacaze, Colonia y Fray Bentos.
- Exposición individual "El olor del Jengibre" en el Museo de Arte Contemporáneo de El País, Montevideo.
- Bienal de Dibujo Australian National University, Canberra.
- 2003 Premio Fraternidad otorgado por B'nai B'rith Uruguay, Beca Israel y Francia.
- 2004 Nominación para Premio Florencio por vestuario de la obra "Mujeres" de la Comedia Nacional.
- 2005 Exposición individual de dibujos e ilustraciones, Museo de Arte Contemporáneo.
- 2006 Comenzó a ejercer la Dirección Artística del Museo de Arte Contemporáneo de El País, hasta 2012.
- 2007 Exposición individual, Teatro Florencio Sánchez, Cerro, Montevideo.
- 2008 Programa Plásticos en la ciudad, Canal 24, TVCiudad.
- 2014 Muestra retrospectiva Museo Blanes de Montevideo. Premio Morosoli de plata  a la trayectoria, Fundación Lolita Rubial de Minas, Lavalleja.
- 2015 Exposición individual en Casa de la Cultura de Minas, Lavalleja. Diseño de vestuario y elementos escenográficos para la obra "La tierra pupúrea", Comedia Nacional.
- 2016 Diseño de vestuario, escenografía e imágenes proyectadas para obra "El nudo de Gidion", Teatro Circular de Montevideo.
- Diseño de vestuario y escenografía de "Encuentros en la Estación del Este", Teatro Circular.